# 訃報 1980年6月
訃報 1980年6月（ふほう 1980ねん6がつ）では、1980年（昭和55年）6月中に物故した、又は物故が報じられた人物についてまとめる。

## （1日 - 15日）

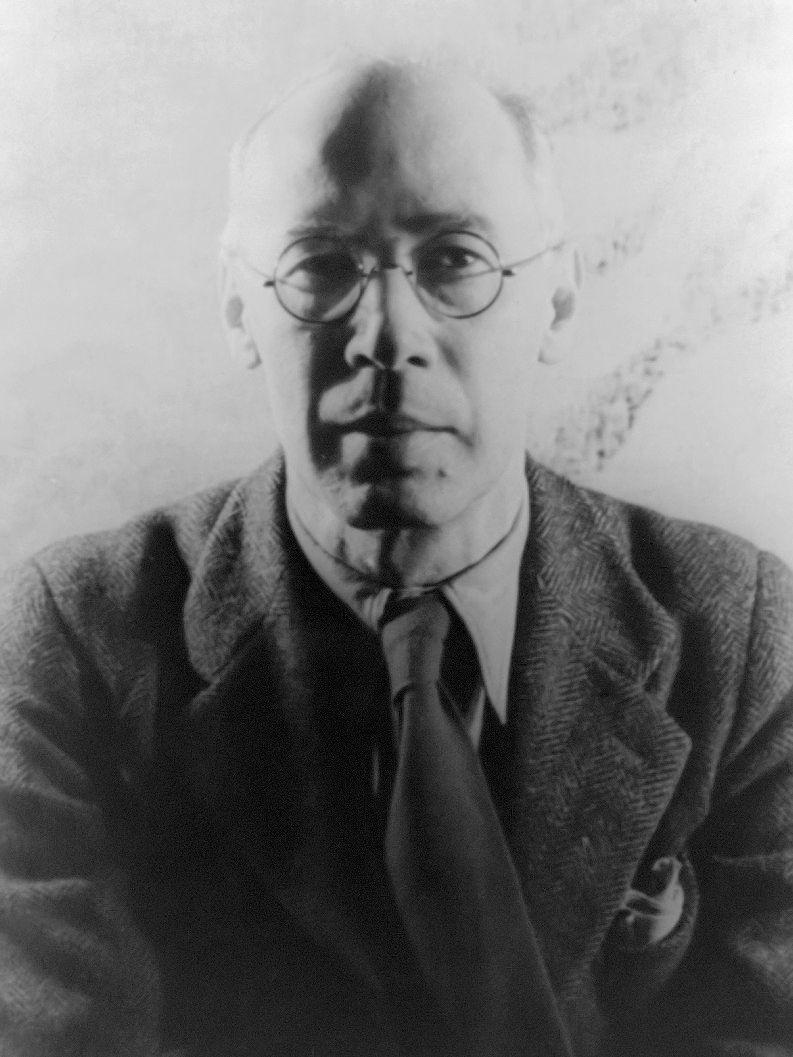
ヘンリー・ミラー／6月7日没

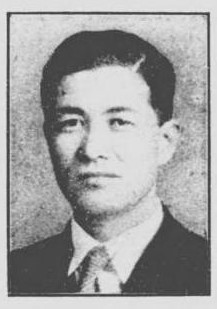
松浦周太郎／6月8日没

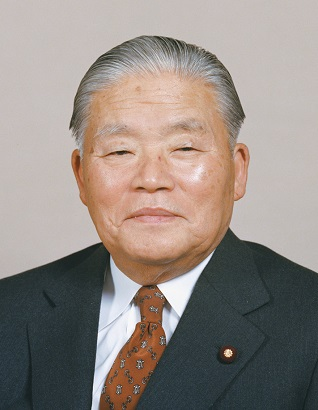
大平正芳／6月12日没

- 6月7日 - ヘンリー・ミラー、小説家（* 1891年）
- 6月8日 - 松浦周太郎、政治家（* 1896年）
- 6月9日 - 八木繁一、教育者・植物研究家（* 1893年）
- 6月12日 - 大平正芳、第68・69代内閣総理大臣（* 1910年）

## （16日 - 30日）

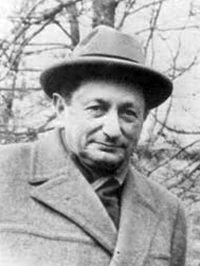
カジミェシュ・クラトフスキ／6月18日没

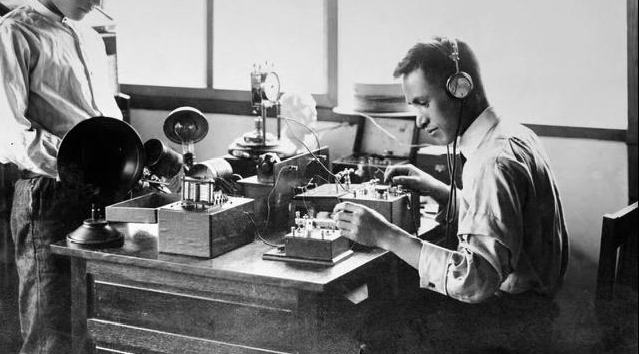
早川徳次／6月24日没

- 6月18日 - カジミェシュ・クラトフスキ、数学者（* 1896年）
- 6月22日 - 横井礼以、画家（* 1886年）
- 6月23日 - 向井長年、政治家（* 1910年）
- 6月24日 - 早川徳次、シャープ創業者・シャープペンシル開発者（* 1893年）
- 6月25日 - 井上佳明、プロ野球選手（* 1932年）
- 6月30日 - 横田隆雄、競輪選手（* 1917年）
- 6月30日 - 水船六洲、彫刻家・版画家（* 1912年）